# Vračar
Vračar (em cirílico:Врачар) é uma vila da Sérvia localizada no município de Sopot, pertencente ao distrito de Belgrado, na região de Šumadija. A sua população era de 58386 habitantes segundo o censo de 2002.